# Stretto Južno-Kuril'skij
Lo stretto Južno-Kuril’skij (in russo Южно-Курильский пролив) è un braccio di mare nell'oceano Pacifico settentrionale che separa l'isola di Kunašir dalla piccola catena delle Curili. Si trova ai confini sud-orientali dell'oblast' di Sachalin, in Russia.
Lo stretto, che si apre a nord-est sull'oceano Pacifico, è delimitato a sud-est da Šikotan e dalle isole Chabomai; a sud-ovest confina con la baia di Nemuro e lo stretto Izmeny, mentre a nord-ovest segue tutta la costa di Kunašir. 